# 瘦身隱小鱂
瘦身隱小鱂（学名：Kryptolebias gracilis），為輻鰭魚綱鯉齒目鰕鱂亞目溪鱂科的其中一種，為熱帶淡水魚，分布於南美洲巴西東南部Mato Grosso河流域，體長可達2.8公分，棲息在水質清澈且呈茶色的溪流、沼澤底中層水域，生活習性不明。
其种加词来源于拉丁文“gracilis”，意为“纤细的”。